# Бафаев, Шухрат Гафурович
Шухрат Гафурович Бафаев(узб. Shuxrat G'afurovich  Bafayev; род. 19 июня 1963, Гиждуван,  Бухарская область, Узбекская ССР, СССР) — узбекский правовед, депутат Законодательной палаты Олий Мажлиса Республики Узбекистан. Член  Либерально-демократической партии Узбекистана.

## Биография
Шухрат Бафаев родился 19 июня 1963 года в Бухарской области. В 1986 году окончил Самаркандский государственный университет.
С 1995 по 2006 работал преподавателем Сырдарьинского государственного педагогического института.
В 2005-2014 годах адвокат фирмы "Адвокат", руководитель Бухарского регионального информационно-аналитического центра Института по изучению гражданского общества.
В 2014 году избран депутатом Законодательной палаты Олий Мажлиса Республики Узбекистан.
С 2018 года заместитель председателя комитета по вопросам науки, образования, культуры и спорта Законодательной палаты Республики Узбекистан.